# Jan Walenty Kociszewski
Jan Walenty Kociszewski (ur. 1598, zm. ok. 1659) – burmistrz Starej Warszawy, ławnik miejski.

## Życiorys
Pochodził ze znanego rodu warszawskich patrycjuszy i na nim prawdopodobnie ród ten wygasł. Od 1631 był ławnikiem miejskim, od 1636 warszawskim rajcą. Trzykrotnie pełnił funkcję burmistrza Starej Warszawy, w 1651 i 1654. Wiadomo, że pertraktował jako członek delegacji miejskiej ze Szwedami podczas "potopu" co miało miejsce zarówno w Warszawie, jak i w Ołtarzewie. Postać Jana Walentego Kociszewskiego w swoim "Gościńcu..." umieścił Adam Jarzębski, podczas opisywania wybitnych rodów warszawskich.